# 42ª edizione dei Directors Guild of America Award
La 42ª edizione dei Directors Guild of America Award si è tenuta il 10 marzo 1990 al Beverly Hilton Hotel di Beverly Hills e a New York e ha premiato i migliori registi nel campo cinematografico, televisivo e pubblicitario del 1989. Le nomination per il cinema sono state annunciate il 30 gennaio 1990.

## Cinema
- Oliver Stone – Nato il quattro luglio (Born on the Fourth of July)
- Woody Allen – Crimini e misfatti (Crimes and Misdemeanors)
- Rob Reiner – Harry, ti presento Sally... (When Harry Met Sally...)
- Phil Alden Robinson – L'uomo dei sogni (Field of Dreams)
- Peter Weir – L'attimo fuggente (Dead Poets Society)

## Televisione

### Serie drammatiche
- Eric Laneuville – L.A. Law - Avvocati a Los Angeles (L.A. Law) per l'episodio I'm in the Nude for Love
- Gabrielle Beaumont – L.A. Law - Avvocati a Los Angeles (L.A. Law) per l'episodio Lie Down and Deliver
- Marshall Herskovitz – In famiglia e con gli amici (thirtysomething) per l'episodio Love & Sex
- John Pasquin – L.A. Law - Avvocati a Los Angeles (L.A. Law) per l'episodio To Live and Diet in L.A.

### Serie commedia
- Barnet Kellman – Murphy Brown per l'episodio Brown Like Me
- James Burrows – Cin cin (Cheers) per l'episodio Sisterly Love
- Harry Thomason – Quattro donne in carriera (Designing Women) per l'episodio They Shoot Fat Women, Don't They?

### Film tv e miniserie
- Dan Curtis – Ricordi di guerra (War and Remembrance)
- Daniel Petrie – Un cuore per cambiare (My Name Is Bill W.)
- Simon Wincer – Colomba solitaria (Lonesome Dove)

### Serie televisive quotidiane
- Victoria Hochberg – WonderWorks per l'episodio Jacob Have I Loved
- Joanna Lee – ABC Afterschool Specials per l'episodio My Dad Can't Be Crazy... Can He?
- Richard Masur – ABC Afterschool Specials per l'episodio Torn Between Two Fathers

### Documentari e trasmissioni d'attualità
- Peter Rosen – The Eighth Van Cliburn International Piano Competition: Here to Make Music
- Merrill Brockway – American Masters per la puntata Stella Adler: Awake and Dream!
- Gene Laski – American Masters per la puntata W. Eugene Smith: Photography Made Difficult

### Trasmissioni musicali e d'intrattenimento
- Don Mischer – Great Performances per la puntata Gregory Hines: Tap Dance in America
- Hal Gurnee – Late Night with David Letterman per la puntata trasmessa da Chicago
- Paul Flaherty – Billy Crystal: Midnight Train to Moscow

### Trasmissioni sportive
- Robert Fishman – US Open 1989
- Craig Janoff – World Series 1989
- Edward Nathanson – Super Bowl XXIII

## Pubblicità
- David Cornell – spot per AT&T (Small Town)
- Leslie Dektor – spot per Pepsi-Cola (Glasnost), International Cotton Association (One Day), United Airlines (Speech)
- James Gartner – spot per First City Texas (Going Back to Work), Pizza Hut (Right Field), Barnett Bank (World Series)
- Michael Grasso – spot per Dr Pepper (Baseball), 7-Eleven (Proposal; Small Businessmen)
- Richard Levine – spot per Pepsi-Cola (Missing Link; Two Michaels), Sprint Corporation (Trauma Unit)

## Premi speciali

### Premio D.W. Griffith
- Ingmar Bergman

### Premio Frank Capra
- Stanley Ackerman

### Robert B. Aldrich Service Award
- George Schaefer

### Premio per il membro onorario
- Barry Diller
- Elliot Silverstein
- Sidney Sheinberg